# سوپر جام اروپا ۲۰۰۴
فینال سوپر جام اروپا ۲۰۰۴، رقابت پایانی سوپر جام اروپا است که مابین دو تیم باشگاه فوتبال والنسیا و باشگاه فوتبال پورتو در ورزشگاه لویی دوم، موناکو برگزار شده‌است.
این مسابقه که در تاریخ ۲۷ آگوست ۲۰۰۴ انجام شده‌است با نتیجه ۲ بر ۱ به سود باشگاه فوتبال والنسیا به پایان رسید.